# Karate tại Đại hội Thể thao châu Á 2022
Karate tại Đại hội Thể thao châu Á 2022 được tổ chức tại Trung tâm Thi đấu Thể thao Lâm Bình, Hàng Châu, Trung Quốc, từ ngày 5 đến ngày 8 tháng 10 năm 2023.

## Lịch thi đấu
| VL | Vòng loại | CK | Chung kết |

| ND↓/Ngày →                   | 5/10 Thứ 5 | 5/10 Thứ 5 | 6/10 Thứ 6 | 6/10 Thứ 6 | 7/10 Thứ 7 | 7/10 Thứ 7 | 8/10 CN | 8/10 CN |
| ---------------------------- | ---------- | ---------- | ---------- | ---------- | ---------- | ---------- | ------- | ------- |
| Quyền biểu diễn nam          | VL         | CK         |            |            |            |            |         |         |
| Quyền biểu diễn đồng đội nam |            |            |            |            |            |            | VL      | CK      |
| Quyền đối kháng nam 60 kg    |            |            | VL         | CK         |            |            |         |         |
| Quyền đối kháng nam 67 kg    |            |            |            |            | VL         | CK         |         |         |
| Quyền đối kháng nam 75 kg    | VL         | CK         |            |            |            |            |         |         |
| Quyền đối kháng nam 84 kg    |            |            |            |            | VL         | CK         |         |         |
| Quyền đối kháng nam +84 kg   |            |            | VL         | CK         |            |            |         |         |
| Quyền biểu diễn nữ           | VL         | CK         |            |            |            |            |         |         |
| Quyền biểu diễn đồng đội nữ  |            |            | VL         | CK         |            |            |         |         |
| Quyền đối kháng nữ 50 kg     |            |            |            |            |            |            | VL      | CK      |
| Quyền đối kháng nữ 55 kg     |            |            |            |            | VL         | CK         |         |         |
| Quyền đối kháng nữ 61 kg     |            |            | VL         | CK         |            |            |         |         |
| Quyền đối kháng nữ 68 kg     | VL         | CK         |            |            |            |            |         |         |
| Quyền đối kháng nữ +68 kg    |            |            |            |            | VL         | CK         |         |         |

## Danh sách huy chương

### Nam
| Nội dung           | Vàng                                                 | Bạc                                                    | Đồng                                                                                   |
| ------------------ | ---------------------------------------------------- | ------------------------------------------------------ | -------------------------------------------------------------------------------------- |
| Biểu diễn          | Kazumasa Moto · Nhật Bản                             | Kuok Kin Hang · Ma Cao                                 | Park Hee-jun · Hàn Quốc                                                                |
| Biểu diễn          | Kazumasa Moto · Nhật Bản                             | Kuok Kin Hang · Ma Cao                                 | Sayed Salman Al-Mosawi · Kuwait                                                        |
| Đồng đội biểu diễn | Nhật Bản · Kazumasa Moto · Ryuji Moto · Koji Arimoto | Ma Cao · Kuok Kin Hang · Cheang Pei Lok · Fong Man Hou | Iraq · Binar Mustafa Hama Salih · Yusuf Salam Mustafa · Pazhar Mahdi Mahmoud Hawramani |
| Đồng đội biểu diễn | Nhật Bản · Kazumasa Moto · Ryuji Moto · Koji Arimoto | Ma Cao · Kuok Kin Hang · Cheang Pei Lok · Fong Man Hou | Kuwait · Mohammad Husain · Sayed Salman Al Mosawi · Sayed Mohammed Al Mosawi           |
| Đối kháng –60 kg   | Kaisar Alpysbay · Kazakhstan                         | Abdullah Shaaban · Kuwait                              | Abdullah Hammad · Jordan                                                               |
| Đối kháng –60 kg   | Kaisar Alpysbay · Kazakhstan                         | Abdullah Shaaban · Kuwait                              | Siwakon Muekthong · Thái Lan                                                           |
| Đối kháng –67 kg   | Fahed Al-Ajmi · Kuwait                               | Abdelrahman Al-Masatfa · Jordan                        | Bayry Bayryyev · Turkmenistan                                                          |
| Đối kháng –67 kg   | Fahed Al-Ajmi · Kuwait                               | Abdelrahman Al-Masatfa · Jordan                        | Didar Amirali · Kazakhstan                                                             |
| Đối kháng –75 kg   | Nurkanat Azhikanov · Kazakhstan                      | Hasan Masarweh · Jordan                                | Nazim Nurlanov · Kyrgyzstan                                                            |
| Đối kháng –75 kg   | Nurkanat Azhikanov · Kazakhstan                      | Hasan Masarweh · Jordan                                | Ignatius Joshua Kandou · Indonesia                                                     |
| Đối kháng –84 kg   | Muhammad Arif Afifuddin · Malaysia                   | Daniyar Yuldashev · Kazakhstan                         | Đỗ Thanh Nhân · Việt Nam                                                               |
| Đối kháng –84 kg   | Muhammad Arif Afifuddin · Malaysia                   | Daniyar Yuldashev · Kazakhstan                         | Mohammad Al-Jafari · Jordan                                                            |
| Đối kháng +84 kg   | Sajjad Ganjzadeh · Iran                              | Adilet Shadykanov · Kyrgyzstan                         | Tareg Ali Hamedi · Ả Rập Xê Út                                                         |
| Đối kháng +84 kg   | Sajjad Ganjzadeh · Iran                              | Adilet Shadykanov · Kyrgyzstan                         | Teerawat Kangtong · Thái Lan                                                           |

### Nữ
| Nội dung           | Vàng                                                               | Bạc                                                                                           | Đồng                                                                                        |
| ------------------ | ------------------------------------------------------------------ | --------------------------------------------------------------------------------------------- | ------------------------------------------------------------------------------------------- |
| Biểu diễn          | Kiyou Shimizu · Nhật Bản                                           | Lovelly Anne Robberth · Malaysia                                                              | Sakura Alforte · Philippines                                                                |
| Biểu diễn          | Kiyou Shimizu · Nhật Bản                                           | Lovelly Anne Robberth · Malaysia                                                              | Grace Lau · Hồng Kông                                                                       |
| Đồng đội biểu diễn | Việt Nam · Nguyễn Thị Phương · Nguyễn Ngọc Trâm · Lưu Thị Thu Uyên | Malaysia · Naccy Nelly Evvaferra Rojin · Niathalia Sherawinnie Yampil · Robberth Lovelly Anne | Brunei · Shamrin Farhah Syahirah Mohamad · Rodhyatul Adhwanna binti Bakar · Farhana Najeeha |
| Đồng đội biểu diễn | Việt Nam · Nguyễn Thị Phương · Nguyễn Ngọc Trâm · Lưu Thị Thu Uyên | Malaysia · Naccy Nelly Evvaferra Rojin · Niathalia Sherawinnie Yampil · Robberth Lovelly Anne | Campuchia · Sreynuch Puthea · Sreyda Oun · Chhenghorng That                                 |
| Đối kháng –50 kg   | Gu Shiau-shuang · Đài Bắc Trung Hoa                                | Moldir Zhangbyrbay · Kazakhstan                                                               | Sara Bahmanyar · Iran                                                                       |
| Đối kháng –50 kg   | Gu Shiau-shuang · Đài Bắc Trung Hoa                                | Moldir Zhangbyrbay · Kazakhstan                                                               | Hawraa Alajmi · UAE                                                                         |
| Đối kháng –55 kg   | Sevinch Rakhimova · Uzbekistan                                     | Ku Tsui-ping · Đài Bắc Trung Hoa                                                              | Fatemeh Saadati · Iran                                                                      |
| Đối kháng –55 kg   | Sevinch Rakhimova · Uzbekistan                                     | Ku Tsui-ping · Đài Bắc Trung Hoa                                                              | Ding Jiamei · Trung Quốc                                                                    |
| Đối kháng –61 kg   | Gong Li · Trung Quốc                                               | Nguyễn Thị Ngoan · Việt Nam                                                                   | Assel Kanay · Kazakhstan                                                                    |
| Đối kháng –61 kg   | Gong Li · Trung Quốc                                               | Nguyễn Thị Ngoan · Việt Nam                                                                   | Kymbat Toitonova · Kyrgyzstan                                                               |
| Đối kháng –68 kg   | Li Qiaoqiao · Trung Quốc                                           | Laura Alikul · Kazakhstan                                                                     | Đinh Thị Hương · Việt Nam                                                                   |
| Đối kháng –68 kg   | Li Qiaoqiao · Trung Quốc                                           | Laura Alikul · Kazakhstan                                                                     | Hala Alqadi · Palestine                                                                     |
| Đối kháng +68 kg   | Sofya Berultseva · Kazakhstan                                      | Arika Gurung · Nepal                                                                          | Joud Al-Drous · Jordan                                                                      |
| Đối kháng +68 kg   | Sofya Berultseva · Kazakhstan                                      | Arika Gurung · Nepal                                                                          | Yuzuki Sawae · Nhật Bản                                                                     |

## Bảng tổng sắp huy chương
| Hạng                | Đoàn                    | Vàng | Bạc | Đồng | Tổng số |
| ------------------- | ----------------------- | ---- | --- | ---- | ------- |
| 1                   | Kazakhstan (KAZ)        | 3    | 3   | 2    | 8       |
| 2                   | Nhật Bản (JPN)          | 3    | 0   | 1    | 4       |
| 3                   | Trung Quốc (CHN)        | 2    | 0   | 1    | 3       |
| 4                   | Malaysia (MAS)          | 1    | 2   | 0    | 3       |
| 5                   | Kuwait (KUW)            | 1    | 1   | 2    | 4       |
| 5                   | Việt Nam (VIE)          | 1    | 1   | 2    | 4       |
| 7                   | Đài Bắc Trung Hoa (TPE) | 1    | 1   | 0    | 2       |
| 8                   | Iran (IRI)              | 1    | 0   | 2    | 3       |
| 9                   | Uzbekistan (UZB)        | 1    | 0   | 0    | 1       |
| 10                  | Jordan (JOR)            | 0    | 2   | 3    | 5       |
| 11                  | Ma Cao (MAC)            | 0    | 2   | 0    | 2       |
| 12                  | Kyrgyzstan (KGZ)        | 0    | 1   | 2    | 3       |
| 13                  | Nepal (NEP)             | 0    | 1   | 0    | 1       |
| 14                  | Thái Lan (THA)          | 0    | 0   | 2    | 2       |
| 15                  | Brunei (BRU)            | 0    | 0   | 1    | 1       |
| 15                  | Campuchia (CAM)         | 0    | 0   | 1    | 1       |
| 15                  | Hàn Quốc (KOR)          | 0    | 0   | 1    | 1       |
| 15                  | Hồng Kông (HKG)         | 0    | 0   | 1    | 1       |
| 15                  | Indonesia (INA)         | 0    | 0   | 1    | 1       |
| 15                  | Iraq (IRQ)              | 0    | 0   | 1    | 1       |
| 15                  | Palestine (PLE)         | 0    | 0   | 1    | 1       |
| 15                  | Philippines (PHI)       | 0    | 0   | 1    | 1       |
| 15                  | Turkmenistan (TKM)      | 0    | 0   | 1    | 1       |
| 15                  | UAE (UAE)               | 0    | 0   | 1    | 1       |
| 15                  | Ả Rập Xê Út (KSA)       | 0    | 0   | 1    | 1       |
| Tổng số (25 đơn vị) | Tổng số (25 đơn vị)     | 14   | 14  | 28   | 56      |